# Calometopus obscuratus
Calometopus obscuratus är en skalbaggsart som beskrevs av Ricchiardi 2001. Calometopus obscuratus ingår i släktet Calometopus och familjen Cetoniidae. Inga underarter finns listade.